# Jagoda (ime)
Jagoda je žensko osebno ime.

## Izvor imena
Jagoda je južnoslovansko ime, ki izhaja iz imena rastline oziroma sadeža  jagoda.

## Različici imena
Jaga, Jagodinka

## Pogostost imena
Po podatkih Statističnega urada Republike Slovenije je bilo na dan 31. decembra 2007 v Sloveniji število ženskih oseb z imenom Jagoda: 145.

## Osebni praznik
Osebe z imenom Jagoda bi koledarsko lahko uvrstili k imenu Agata, ki goduje 5. februarja.